# Liga A 2021-2022 (pallavolo maschile)
La Liga A 2021-2022, 78ª edizione della massima serie del campionato belga di pallavolo maschile, si è svolta dal 22 ottobre 2021 al 7 maggio 2022: al torneo hanno partecipato otto squadre di club belghe e la vittoria finale è andata per la tredicesima volta, la seconda consecutiva, al Roeselare.

## Regolamento

### Formula
La formula ha previsto:
- Regular season, disputata con girone all'italiana, con gare di andata e ritorno, per un totale di quattordici giornate
- Fase di qualificazione, disputata tra le otto partecipanti accoppiate a due a due in base al posizionamento al termine della regular season e giocata al meglio di due vittorie su tre gare: le squadre vincenti hanno avuto accesso ai play-off, mentre le squadre perdenti hanno avuto accesso ai play-off 5º posto.
- Play off, disputati con girone all'italiana, con gare di andata e ritorno, per un totale di sei giornate: le prime due squadre classificate hanno disputato la finale scudetto
- Play-off 5º posto, disputati con girone all'italiana, con gare di andata e ritorno, per un totale di sei giornate
- Finale scudetto, giocata al meglio di tre vittorie su cinque gare.

### Criteri di classifica
Se il risultato finale è stato di 3-0 o 3-1 sono stati assegnati 3 punti alla squadra vincente e 0 a quella sconfitta, se il risultato finale è stato di 3-2 sono stati assegnati 2 punti alla squadra vincente e 1 a quella sconfitta.
L'ordine del posizionamento in classifica è stato definito in base a:
- Punti;
- Numero di partite vinte;
- Ratio dei set vinti/persi;
- Ratio dei punti realizzati/subiti.

## Squadre partecipanti
| Club            | Stagione | Città        | Impianto                  | Stagione precedente |
| --------------- | -------- | ------------ | ------------------------- | ------------------- |
| Aalst           | dettagli | Aalst        | Sportcentrum Schotte      | 6ª in Liga A        |
| Avoc Achel      | dettagli | Hamont-Achel | Sporthal De Koekoek       | 5ª in Liga A        |
| Haasrode Leuven | dettagli | Lovanio      | Sporthal Haasrode         | 4ª in Liga A        |
| Maaseik         | dettagli | Maaseik      | Steengoed Arena           | 2ª in Liga A        |
| Menen           | dettagli | Menen        | Cultuurcentrum De Steiger | 3ª in Liga A        |
| Roeselare       | dettagli | Roeselare    | Tomabelhal                | Campione di Belgio  |
| VDK Gent        | dettagli | Gand         | Edugo Topsporthal         | 6ª in Liga A        |
| Waremme         | dettagli | Waremme      | Pôle ballons              | 8ª in Liga A        |

## Torneo

### Regular Season

#### Risultati
| Prima giornata |                             |     |                            |
|                |                             |     |                            |
| 23-10          | Roeselare - Haasrode Leuven | 3-0 | 25-23, 26-24, 25-20        |
| 23-10          | Aalst - Avoc Achel          | 3-1 | 22-25, 25-22, 25-19, 25-20 |
| 22-10          | VDK Gent - Menen            | 1-3 | 18-25, 25-27, 25-19, 18-25 |
| 24-10          | Waremme - Maaseik           | 1-3 | 17-25, 22-25, 25-19, 22-25 |

| Seconda giornata |                           |     |                                   |
|                  |                           |     |                                   |
| 06-11            | Maaseik - VDK Gent        | 3-1 | 25-16, 24-26, 25-23, 25-20        |
| 06-11            | Haasrode Leuven - Waremme | 3-0 | 25-21, 25-22, 25-18               |
| 06-11            | Menen - Aalst             | 3-2 | 25-20, 19-25, 23-25, 25-22, 15-13 |
| 06-11            | Avoc Achel - Roeselare    | 1-3 | 19-25, 25-19, 16-25, 19-25        |

| Terza giornata |                         |     |                                   |
|                |                         |     |                                   |
| 13-11          | Menen - Maaseik         | 2-3 | 24-26, 25-22, 25-19, 23-25, 14-16 |
| 13-11          | Aalst - Haasrode Leuven | 0-3 | 23-25, 24-26, 21-25               |
| 14-11          | Waremme - Roeselare     | 0-3 | 21-25, 23-25, 21-25               |
| 13-11          | VDK Gent - Avoc Achel   | 3-1 | 18-25, 25-12, 25-17, 25-15        |

| Quarta giornata |                         |     |                            |
|                 |                         |     |                            |
| 20-11           | Avoc Achel - Maaseik    | 1-3 | 20-25, 25-21, 23-25, 20-25 |
| 21-11           | Roeselare - Aalst       | 3-1 | 25-20, 25-22, 22-25, 25-22 |
| 20-11           | VDK Gent - Waremme      | 3-0 | 25-17, 25-19, 25-23        |
| 20-11           | Haasrode Leuven - Menen | 1-3 | 25-22, 25-27, 18-25, 21-25 |

| Quinta giornata |                            |     |                                   |
|                 |                            |     |                                   |
| 26-11           | Menen - Avoc Achel         | 3-2 | 25-23, 25-22, 18-25, 11-25, 16-14 |
| 27-11           | Maaseik - Roeselare        | 3-2 | 20-25, 25-22, 21-25, 25-20, 15-12 |
| 28-11           | Waremme - Aalst            | 2-3 | 19-25, 21-25, 26-24, 25-20, 10-15 |
| 27-11           | Haasrode Leuven - VDK Gent | 3-0 | 25-18, 25-22, 25-19               |

| Sesta giornata |                           |     |                            |
|                |                           |     |                            |
| 02-02          | Avoc Achel - Waremme      | 3-0 | 25-23, 25-16, 25-20        |
| 12-01          | Aalst - VDK Gent          | 3-0 | 25-22, 36-34, 25-19        |
| 02-02          | Roeselare - Menen         | 3-1 | 25-16, 25-19, 33-35, 27-25 |
| 06-01          | Maaseik - Haasrode Leuven | 0-3 | 0-25, 0-25, 0-25           |

| Settima giornata |                              |     |                                   |
|                  |                              |     |                                   |
| 18-12            | Haasrode Leuven - Avoc Achel | 3-1 | 25-17, 28-26, 22-25, 25-14        |
| 18-12            | VDK Gent - Roeselare         | 0-3 | 21-25, 15-25, 23-25               |
| 19-12            | Waremme - Menen              | 3-2 | 25-18, 22-25, 25-22, 15-25, 16-14 |
| 18-12            | Aalst - Maaseik              | 3-0 | 25-23, 25-15, 25-19               |

| Ottava giornata |                             |     |                                  |
|                 |                             |     |                                  |
| 08-01           | Maaseik - Waremme           | 3-1 | 25-18, 25-20, 17-25, 25-17       |
| 26-01           | Menen - VDK Gent            | 3-0 | 25-21, 25-22, 25-21              |
| 08-01           | Avoc Achel - Aalst          | 2-3 | 25-16, 22-25, 24-26, 25-23, 6-15 |
| 09-01           | Haasrode Leuven - Roeselare | 0-3 | 16-25, 31-33, 19-25              |

| Nona giornata |                            |     |                                   |
|               |                            |     |                                   |
| 05-03         | Avoc Achel - Menen         | 3-1 | 25-27, 25-18, 25-22, 25-22        |
| 05-03         | VDK Gent - Haasrode Leuven | 3-2 | 21-25, 25-23, 28-30, 25-23, 15-12 |
| 05-03         | Aalst - Waremme            | 3-0 | 25-15, 25-19, 25-20               |
| 05-03         | Roeselare - Maaseik        | 1-3 | 19-25, 25-21, 19-25, 23-25        |

| Decima giornata |                         |     |                                   |
|                 |                         |     |                                   |
| 22-01           | Aalst - Roeselare       | 3-0 | 25-18, 28-26, 25-23               |
| 23-02           | Maaseik - Avoc Achel    | 3-0 | 25-21, 25-15, 25-17               |
| 23-01           | Waremme - VDK Gent      | 2-3 | 25-18, 20-25, 16-25, 25-19, 10-15 |
| 26-02           | Menen - Haasrode Leuven | 3-2 | 25-21, 19-25, 25-22, 22-25, 18-16 |

| Undicesima giornata |                         |     |                            |
|                     |                         |     |                            |
| 29-01               | Avoc Achel - VDK Gent   | 3-1 | 27-25, 16-25, 25-22, 25-23 |
| 29-01               | Roeselare - Waremme     | 3-0 | 25-19, 25-19, 25-15        |
| 29-01               | Haasrode Leuven - Aalst | 0-3 | 23-25, 22-25, 22-25        |
| 29-01               | Maaseik - Menen         | 1-3 | 20-25, 27-25, 19-25, 21-25 |

| Dodicesima giornata |                           |     |                                  |
|                     |                           |     |                                  |
| 04-02               | VDK Gent - Aalst          | 3-1 | 27-25, 21-25, 25-21, 25-21       |
| 05-02               | Haasrode Leuven - Maaseik | 1-3 | 25-18, 18-25, 12-25, 17-25       |
| 05-02               | Menen - Roeselare         | 3-2 | 25-21, 17-25, 25-23, 23-25, 15-6 |
| 26-02               | Waremme - Avoc Achel      | 0-3 | 17-25, 22-25, 20-25              |

| Tredicesima giornata |                              |     |                                   |
|                      |                              |     |                                   |
| 12-02                | Avoc Achel - Haasrode Leuven | 2-3 | 13-25, 25-18, 23-25, 26-24, 13-15 |
| 12-02                | Roeselare - VDK Gent         | 3-1 | 25-18, 17-25, 25-13, 25-21        |
| 12-02                | Menen - Waremme              | 3-1 | 17-25, 25-16, 25-15, 25-17        |
| 12-02                | Maaseik - Aalst              | 3-0 | 25-16, 25-14, 25-17               |

| Quattordicesima giornata |                           |     |                     |
|                          |                           |     |                     |
| 20-02                    | Roeselare - Avoc Achel    | 3-0 | 25-19, 25-21, 25-14 |
| 19-02                    | Aalst - Menen             | 0-3 | 21-25, 19-25, 20-25 |
| 19-02                    | Waremme - Haasrode Leuven | 0-3 | 19-25, 22-25, 19-25 |
| 19-02                    | VDK Gent - Maaseik        | 0-3 | 24-26, 24-26, 20-25 |

#### Classifica
| Pos. | Squadra         | Pt | G  | V  | P  | SV | SP | Ratio | PF    | PS    | Ratio |
| ---- | --------------- | -- | -- | -- | -- | -- | -- | ----- | ----- | ----- | ----- |
| 1.   | Roeselare       | 32 | 14 | 10 | 4  | 35 | 16 | 2,188 | 1 209 | 1 089 | 1,110 |
| 2.   | Maaseik         | 31 | 14 | 11 | 3  | 34 | 19 | 1,789 | 1 155 | 1 130 | 1,022 |
| 3.   | Menen           | 28 | 14 | 10 | 4  | 36 | 24 | 1,500 | 1 352 | 1 303 | 1,038 |
| 4.   | Aalst           | 23 | 14 | 8  | 6  | 28 | 23 | 1,217 | 1 161 | 1 137 | 1,021 |
| 5.   | Haasrode Leuven | 22 | 14 | 7  | 7  | 27 | 24 | 1,125 | 1 166 | 1 079 | 1,081 |
| 6.   | Avoc Achel      | 15 | 14 | 4  | 10 | 23 | 32 | 0,719 | 1 165 | 1 239 | 0,940 |
| 7.   | VDK Gent        | 13 | 14 | 5  | 9  | 19 | 33 | 0,576 | 1 150 | 1 197 | 0,961 |
| 8.   | Waremme         | 4  | 14 | 1  | 13 | 10 | 41 | 0,244 | 1 009 | 1 193 | 0,846 |

### Fase di qualificazione

#### Tabellone
|  | Qualificazione 1 |           |   |   |  |  |
|  |                  |           |   |   |  |  |
|  | 1                | Roeselare | 3 | 3 |  |  |
|  | 8                | Waremme   | 0 | 0 |  |  |

|  | Qualificazione 2 |          |   |   |  |  |
|  |                  |          |   |   |  |  |
|  | 2                | Maaseik  | 3 | 3 |  |  |
|  | 7                | VDK Gent | 2 | 1 |  |  |

|  | Qualificazione 3 |            |   |   |  |  |
|  |                  |            |   |   |  |  |
|  | 3                | Menen      | 3 | 3 |  |  |
|  | 6                | Avoc Achel | 2 | 0 |  |  |

|  | Qualificazione 4 |                 |   |   |   |  |
|  |                  |                 |   |   |   |  |
|  | 4                | Aalst           | 3 | 2 | 3 |  |
|  | 5                | Haasrode Leuven | 2 | 3 | 2 |  |

#### Risultati
| Gara 1 |                         |     |                                   |
|        |                         |     |                                   |
| 12-03  | Waremme - Roeselare     | 0-3 | 16-25, 16-25, 17-25               |
| 11-03  | VDK Gent - Maaseik      | 2-3 | 25-19, 16-25, 16-25, 25-23, 12-15 |
| 12-03  | Avoc Achel - Menen      | 2-3 | 17-25, 25-21, 22-25, 25-22, 9-15  |
| 12-03  | Haasrode Leuven - Aalst | 2-3 | 14-25, 25-19, 25-23, 21-25, 13-15 |

| Gara 2 |                         |     |                                   |
|        |                         |     |                                   |
| 16-03  | Roeselare - Waremme     | 3-0 | 25-18, 25-12, 25-12               |
| 16-03  | Maaseik - VDK Gent      | 3-1 | 25-20, 25-18, 22-25, 25-17        |
| 16-03  | Menen - Avoc Achel      | 3-0 | 25-22, 25-20, 30-28               |
| 16-03  | Aalst - Haasrode Leuven | 2-3 | 22-25, 25-23, 25-22, 21-25, 11-15 |

| Gara 3 |                         |     |                                   |
|        |                         |     |                                   |
| 19-03  | Aalst - Haasrode Leuven | 3-2 | 25-18, 25-17, 18-25, 21-25, 15-13 |

### Play-off scudetto

#### Risultati
| Prima giornata |                   |     |                     |
|                |                   |     |                     |
| 26-03          | Roeselare - Menen | 3-0 | 25-14, 25-20, 25-22 |
| 26-03          | Maaseik - Aalst   | 3-0 | 25-19, 25-20, 25-15 |

| Seconda giornata |                   |     |                            |
|                  |                   |     |                            |
| 02-04            | Menen - Maaseik   | 3-1 | 24-26, 27-25, 25-15, 25-19 |
| 02-04            | Aalst - Roeselare | 0-3 | 15-25, 16-25, 21-25        |

| Terza giornata |                     |     |                                   |
|                |                     |     |                                   |
| 09-04          | Maaseik - Roeselare | 2-3 | 23-25, 21-25, 25-22, 25-19, 14-16 |
| 13-04          | Aalst - Menen       | 1-3 | 18-25, 25-22, 18-25, 22-25        |

| Quarta giornata |                     |     |                            |
|                 |                     |     |                            |
| 15-04           | Roeselare - Maaseik | 3-1 | 19-25, 25-16, 25-16, 25-23 |
| 15-04           | Menen - Aalst       | 3-0 | 33-31, 25-21, 25-21        |

| Quinta giornata |                   |     |                            |
|                 |                   |     |                            |
| 19-04           | Roeselare - Aalst | 3-0 | 25-16, 25-22, 27-25        |
| 20-04           | Maaseik - Menen   | 3-1 | 25-23, 20-25, 25-20, 26-24 |

| Sesta giornata |                   |     |                                   |
|                |                   |     |                                   |
| 23-04          | Menen - Roeselare | 3-2 | 25-22, 21-25, 25-21, 20-25, 15-13 |
| 23-04          | Aalst - Maaseik   | 0-3 | 19-25, 22-25, 23-25               |

#### Classifica
| Pos. | Squadra   | Pt | G | V | P | SV | SP | Ratio | PF  | PS  | Ratio |
| ---- | --------- | -- | - | - | - | -- | -- | ----- | --- | --- | ----- |
| 1.   | Roeselare | 15 | 6 | 5 | 1 | 17 | 6  | 2,833 | 534 | 465 | 1,148 |
| 2.   | Menen     | 11 | 6 | 4 | 2 | 13 | 10 | 1,300 | 535 | 518 | 1,033 |
| 3.   | Maaseik   | 10 | 6 | 3 | 3 | 13 | 10 | 1,300 | 519 | 512 | 1,014 |
| 4.   | Aalst     | 0  | 6 | 0 | 6 | 1  | 18 | 0,056 | 389 | 482 | 0,807 |

      Qualificata alla finale scudetto.

### Play-off 5º posto

#### Risultati
| Prima giornata |                            |     |                            |
|                |                            |     |                            |
| 27-03          | Waremme - Avoc Achel       | 1-3 | 22-25, 25-22, 22-25, 23-25 |
| 25-03          | VDK Gent - Haasrode Leuven | 3-1 | 25-20, 25-19, 23-25, 25-22 |

| Seconda giornata |                           |     |                            |
|                  |                           |     |                            |
| 02-04            | Avoc Achel - VDK Gent     | 1-3 | 16-25, 25-19, 14-25, 16-25 |
| 02-04            | Haasrode Leuven - Waremme | 0-3 | 22-25, 18-25, 20-25        |

| Terza giornata |                              |     |                                   |
|                |                              |     |                                   |
| 09-04          | VDK Gent - Waremme           | 3-0 | 25-16, 25-20, 25-23               |
| 12-04          | Haasrode Leuven - Avoc Achel | 2-3 | 25-16, 25-19, 18-25, 23-25, 10-15 |

| Quarta giornata |                              |     |                            |
|                 |                              |     |                            |
| 15-04           | Waremme - VDK Gent           | 1-3 | 15-25, 22-25, 25-23, 19-25 |
| 15-04           | Avoc Achel - Haasrode Leuven | 3-1 | 19-25, 25-21, 25-16, 25-21 |

| Quinta giornata |                           |     |                     |
|                 |                           |     |                     |
| 20-04           | Waremme - Haasrode Leuven | 0-3 | 22-25, 17-25, 18-25 |
| 20-04           | VDK Gent - Avoc Achel     | 3-0 | 25-20, 25-20, 25-18 |

| Sesta giornata |                            |     |                            |
|                |                            |     |                            |
| 23-04          | Avoc Achel - Waremme       | 3-1 | 25-18, 25-17, 19-25, 25-23 |
| 23-04          | Haasrode Leuven - VDK Gent | 3-1 | 25-23, 25-17, 23-25, 25-18 |

#### Classifica
| Pos. | Squadra         | Pt | G | V | P | SV | SP | Ratio | PF  | PS  | Ratio |
| ---- | --------------- | -- | - | - | - | -- | -- | ----- | --- | --- | ----- |
| 1.   | VDK Gent        | 15 | 6 | 5 | 1 | 16 | 6  | 2,667 | 523 | 453 | 1,155 |
| 2.   | Avoc Achel      | 11 | 6 | 4 | 2 | 13 | 11 | 1,182 | 514 | 528 | 0,973 |
| 3.   | Haasrode Leuven | 7  | 6 | 2 | 4 | 10 | 13 | 0,769 | 503 | 507 | 0,992 |
| 4.   | Waremme         | 3  | 6 | 1 | 5 | 6  | 15 | 0,400 | 447 | 499 | 0,896 |

### Finale scudetto

#### Tabellone
|  | Finale |           |   |   |   |  |  |  |
|  |        |           |   |   |   |  |  |  |
|  | 1      | Roeselare | 3 | 3 | 3 |  |  |  |
|  | 2      | Menen     | 0 | 0 | 0 |  |  |  |

#### Risultati
| Gara 1 |                   |     |                     |
|        |                   |     |                     |
| 29-04  | Roeselare - Menen | 3-0 | 25-22, 25-20, 25-16 |

| Gara 2 |                   |     |                     |
|        |                   |     |                     |
| 04-05  | Menen - Roeselare | 0-3 | 24-26, 13-25, 15-25 |

| Gara 3 |                   |     |                     |
|        |                   |     |                     |
| 07-05  | Roeselare - Menen | 3-0 | 25-22, 25-20, 25-13 |

## Classifica finale
| Pos | Squadra         | Qualificazione           |
| --- | --------------- | ------------------------ |
|     | Roeselare       | Champions League 2022-23 |
| 2   | Menen           | Champions League 2022-23 |
| 3   | Maaseik         | Coppa CEV 2022-23        |
| 4   | Aalst           | Coppa CEV 2022-23        |
| 5   | VDK Gent        | Challenge Cup 2022-23    |
| 6   | Avoc Achel      |                          |
| 7   | Haasrode Leuven |                          |
| 8   | Waremme         |                          |

## Statistiche
| Rendimento individuale | Rendimento individuale | Rendimento individuale | Rendimento individuale |
| Pos.                   | Nome                   | Punti                  | Squadra                |
| ---------------------- | ---------------------- | ---------------------- | ---------------------- |
| 1                      | Lou Kindt              | 432                    | Menen                  |
| 2                      | Seppe Rotty            | 370                    | Menen                  |
| 3                      | Robin Overbeeke        | 347                    | Aalst                  |
| 4                      | Simon Peeters          | 309                    | Haasrode Leuven        |
| 5                      | Jolan Cox              | 301                    | Maaseik                |
| 6                      | Mathijs Desmet         | 290                    | Roeselare              |
| 6                      | Matthijs Verhanneman   | 290                    | Roeselare              |
| 8                      | Lazar Ćirović          | 282                    | Maaseik                |
| 9                      | Roman Abinet           | 279                    | Waremme                |
| 10                     | Michiel Ahyi           | 275                    | Roeselare              |

| Attacchi vincenti | Attacchi vincenti    | Attacchi vincenti | Attacchi vincenti |
| Pos.              | Nome                 | Punti             | Squadra           |
| ----------------- | -------------------- | ----------------- | ----------------- |
| 1                 | Lou Kindt            | 367               | Menen             |
| 2                 | Seppe Rotty          | 303               | Menen             |
| 3                 | Robin Overbeeke      | 302               | Aalst             |
| 4                 | Simon Peeters        | 262               | Haasrode Leuven   |
| 5                 | Roman Abinet         | 255               | Waremme           |
| 6                 | Matthijs Verhanneman | 241               | Roeselare         |
| 7                 | Michiel Ahyi         | 238               | Roeselare         |
| 8                 | Mathijs Desmet       | 237               | Roeselare         |
| 9                 | Jolan Cox            | 227               | Maaseik           |
| 10                | Lazar Ćirović        | 220               | Maaseik           |
| 10                | Gilles Vandecaveye   | 220               | VDK Gent          |

| Muri vincenti | Muri vincenti       | Muri vincenti | Muri vincenti   |
| Pos.          | Nome                | Punti         | Squadra         |
| ------------- | ------------------- | ------------- | --------------- |
| 1             | Pieter Coolman      | 66            | Roeselare       |
| 1             | Jelle Sinnesael     | 66            | Menen           |
| 3             | Gustavo Bonatto     | 63            | Maaseik         |
| 4             | Simon Van de Voorde | 60            | Aalst           |
| 4             | Lennert Van Elsen   | 60            | Haasrode Leuven |
| 6             | Martijn Colson      | 54            | VDK Gent        |
| 7             | Simon Andersen      | 53            | Menen           |
| 7             | Chris Ogink         | 53            | Roeselare       |
| 9             | Tim Smit            | 50            | Avoc Achel      |
| 10            | Laszlo De Paepe     | 46            | Haasrode Leuven |

| Battute vincenti | Battute vincenti   | Battute vincenti | Battute vincenti |
| Pos.             | Nome               | Punti            | Squadra          |
| ---------------- | ------------------ | ---------------- | ---------------- |
| 1                | Kjaer Hougs Tobias | 57               | VDK Gent         |
| 2                | Jolan Cox          | 44               | Maaseik          |
| 3                | Gilles Vandecaveye | 41               | VDK Gent         |
| 4                | Seppe Rotty        | 35               | Menen            |
| 5                | Lazar Ćirović      | 29               | Maaseik          |
| 6                | Lou Kindt          | 24               | Menen            |
| 7                | Simon Peeters      | 22               | Haasrode Leuven  |
| 7                | Lennert Van Elsen  | 22               | Haasrode Leuven  |
| 9                | Samuel Fafchamps   | 21               | Waremme          |
| 10               | Gert van Walle     | 20               | Avoc Achel       |
| 10               | Alejandro Vigil    | 20               | Aalst            |